# Cats
För andra betydelser, se Cats (olika betydelser).
Cats är en dansmusikal med musik av Andrew Lloyd Webber. Librettot bygger på kattdikterna ur De knepiga katternas bok (Old Possum's Book of Practical Cats) av T.S. Eliot och är sammanställt av Andrew Lloyd Webber.

## Historia
Musikalen hade urpremiär den 12 maj 1981 på New London Theatre i London, och musikalen blev en omedelbar succé och sattes snabbt upp även på Broadway och har därefter spelats runtom i hela världen i otaliga uppsättningar. Musikalen verkar ha betydligt fler än nio liv och återkommer ständigt i nya uppsättningar med en bred och växande grupp fans runtom i hela världen. I London spelades Cats i mer än 20 år i totalt 8 949 föreställningar fram till 11 maj 2002 vilket placerar den högt upp på listan över längst spelade föreställningar. Även i Sverige ligger den högt upp på längst spelade musikallistan och har bland annat satts upp i Stockholm, Göteborg, Kristianstad och Skövde.
Cats bygger på T.S. Eliots dikter om katter med olika karaktärer och i musikalen träffas katterna en speciell natt för att hålla den årligen återkommande Jellikelbalen vilken blir en magisk natt med mycket sång och dans under Jellikelmånens sken. Den mest kända sången är utan tvivel Memory, som sjungits in på skiva av många artister, bland dem Elaine Paige, Barbra Streisand och Kikki Danielsson Musikalen har ingen talad dialog utan berättas med sång och dans. Musiken innehåller många olika stilar, rock, pop, opera och klassisk musik. Uvertyren innehåller till exempel en fuga och ger en god överblick över de olika musik och dansstilar som förekommer i moderna musikaler samtidigt som den är en färgsprakande show för alla sinnen och en verklig ensemblemusikal där nästan alla i den stora ensemblen är med hela tiden.
Musikalen är rapsodiskt uppbyggd och varje sång har en eller flera namngivna huvudkaraktärer som får sjunga och dansa fram sin lilla särart under ledning av gruppens ledarkatter Profetikus och Munkustrap. Här får publiken möta katter som Rum Tum Tugger, Jennyanydots, Mungojerrie & Rumpleteazer, Gus och naturligtvis glamourkatten Grizabella som ständigt återkommer i sina fruktlösa försök att bli accepterad i sin forna grupp. Trots att hon en gång var en Jellikelkatt så är hon inte det längre...
Elaine Paige som spelade Grizabella i originaluppsättningen i London var inte producenternas första val. Dame Judi Dench var tänkt till rollen men skadade sig svårt i hälsenan under en repetition och fick ersättas av Paige. Texten till "Memory" återfinns inte i T.S. Eliots bok utan är skriven av regissören Trevor Nunn baserad på Eliots dikt "Rhapsody of a Windy Night" som Webber fick efter att Elliots änka hade sett en tidig version av Cats. Denna dikt tog Elliot inte med i sin bok eftersom han ansåg den för svår och för mörk för att passa i en barnbok. 
Broadwayuppsättningen, som hade premiär på Winter Garden Theatre i New York 7 oktober 1982, vann 7 Tony Awards. Den spelades fram till 10 september 2000.
Cats har spelats över hela världen och översatts till ett flertal av världens språk, inklusive svenska, tyska, spanska, kinesiska och japanska. I Sverige används oftast en översättning gjord av Ingela "Pling" Forsman.
Cats finns utgiven på DVD/VHS och gavs ut som musikalfilm (1998). I filmen finns inte Growltigers sista strid med för att skådespelaren som spelade Gus inte ansågs klara av detta nummer [källa behövs]. Det ledde till att detta nummer även stryks i en del produktioner [källa behövs].

## Handling

### Akt I
Efter att alla katterna har blivit ivägskrämda av vad Demeter misstänker är Macavity återsamlas alla katterna för att berätta om vilka de är och vad som gör dem till katter. (Jellikel har en Jelliklesång). Efter att ha upptäckt publiken ger katterna en inblick i hur man namnger en katt och berättar att varje katt behöver tre namn. (Att döpa en katt). Därefter träder en helt vit katt fram och dansar sin solodans för att markera starten på balen och det ger Munkustrap en anledning att berätta varför alla katter är där och vad som kommer att hända. (Inbjudan till Jelliklebalen). Efter denna introduktion går man över till att beskriva de olika katterna och först ut är den gamla och på dagen slöa Gumbiekatten som dock tillbringar natten med att hålla ordning på råttor och möss. (Gumbiekatten). Rum Tum Tugger presenterar sig själv och han visar sig vara en självständig och egensinnig katt som gör som han själv vill och alltid uppskattas av de yngre katterna. (Rum Tum Tugger). Glamourkatten Grizabella gör sin första entré och skräms iväg av de vuxna katterna som anser att hon inte hör hemma i gänget. (Grizabella vår galakatt). Bystopher Jones är nästa katt på tur och visar sig vara en matglad överklasskatt som är inskriven i akademin och besöker de bästa klubbarna småstaden har att erbjuda. (Bystopher Jones). Efter ett nytt avbrott av vad alla tror är Macavity dyker två luriga katter upp och berättar om sin framfart och det kaos denna ställer till med hos familjen som de bor oss.(Mungojerrie och Rumpelteazer). Efter detta avbrott är det dags för den gamle och vise ledaren Profetikus stora entré och alla katterna visar sig högakta och älska honom. (Gamle Profetikus). Ledarkattens närvaro ger Munkustrap en anledning att berätta om grannskapets hundar och hur dessa stridslystna krabater älskar att skälla och ställa till bråk och hur de stoppas av Slim Slagsmålskatt. (Om det stora slaget). Därefter är det äntligen dags för den stora balen där alla katter får visa prov på vilka mästerliga dansare de är. (Jellikles balsång). Denna slutar med att Grizabella visar sig på nytt och när alla katter utom Profetikus har skingrats tillåts hon ge en kortare version av sin stora sång innan det är dags för pausvila. (Minnet).

### Akt II
Efter att alla katterna har samlats på nytt berättar Profetikus om de lyckliga ögonblick som alla har fått sig tilldelade. (Lyckliga ögonblick) Därefter presenterar Jellylorum en gammal och sliten katt som visar sig ha ett förflutet som berömd skådespelare av rang. (Teaterkatten Gus). En av Gus stora och mest minnesvärda roller visar sig vara Growltiger - en farlig pirat som seglade på en pråm och gjorde kuster och floder osäkra. (Growtigers sista strid) Efter att Gus åter har dykt upp blir det full fart på alla katterna när de väntar på att nattsnälltåget ska avgå, vilket det inte kan göra om inte järnvägskatten Skimbleshanks är ombord. (Skimbleshanks en järnvägskatt). När Skimbleshanks resa är slut kidnappar Macavity Profetikus och medan alla försöker hitta Profetikus berättar Demeter och Bombalurina vad de vet om mästerskurken Macavity. (Macavity). Sedan Macavity avslöjats och drivits iväg undrar alla katterna hur man ska återfå Profetikus. Detta visar sig vara ett jobb för mästartrollkarlen Mr Mistoffelees som har uppfunnit alla trolleritrick och är en mästerlig dansare. Mistoffelees lyckas trolla tillbaka Profetikus lagom tills det stora avgörandet där man utser vem som ska få träda upp till Himlarnas hus. Då dyker Grizabella åter upp och tillåts sjunga sin stora sång som alla berörs av. (Minnet). Efter detta väljer Profetikus Grizabella som den som får resa till Himlarnas hus. (Resan till Himlarnas hus). Efter detta avslutar Profetikus med några tänkvärda ord kring hur man möter och hälsar på en katt och om vad som särskiljer dessa från hundar och människor. (Att närma sig en katt).

## Musikaliska nummer
Musikaliska nummer och de som vanligtvis sjunger dem, dock kan båda sakerna skilja sig mellan olika produktioner. I "Alla katter" ingår vanligtvis inte Grizabella, även om hennes chorus jag kan vara med i öppningsnumren. Flera av de namngivna katterna kan även ha chorus jag i de nummer där de inte ingår, och de kan i en del produktioner bara vara med i sina sånger, gäller främst Bystopher Jones och Jenyanydots.
AKT 1
- Prolog: Jellikels har en Jellikelsång – Alla katter
- 1: Att döpa en katt – Alla katter
- 2: Inbjudan till Jellikelbalen inkl Viktorias Solo – Viktoria, Munkustrap
- 3: Gumbiekatten – Munkustrap, Jennyanydots, Bombularina, Jellylorum, Demeter
- 4: Rum-Tum-Tugger – Rum Tum Tugger, alla katter
- 5: Grizabella vår galakatt – Grizabella, Demeter, Bombularina
- 6: Bystopher Jones – Bystopher Jones, Jennyanydots, Jellylorum, Bombularina
- 7: Mungojerrie och Rumpleteazer – Mungojerrie, Rumpleteazer
- 8: Gamle Profetikus – Profetikus, Munkustrap, Rum Tum Tugger
- 9: Om det stora slaget (mellan pekineser och mopsar) – Munkustrap som berättare, 1:a Pekingese, 1:a Mops, Pekingesernas ledare, Mopsarnas ledare, Slim Slagsmålskatt
- 10: Jellikels balsång – Alla katter
- 11: Minnet – Grizabella

AKT 2
- 12: Lyckliga ögonblick – Profetikus
- 13: Teaterkatten Gus – Jellylorum, Asparagus (Gus)
- 14: Growltigers sista strid – Growltiger, Lady Griddleborne, Besättningen, Ghengis, Siameser.
- 15: Skimbleshanks: En järnvägskatt – Skimbleshanks mfl
- 16: Macavity inkl "Macavity fight" – Bombularina, Demeter, Alla honkatter, Macavity, Munkustrap, Alonzo
- 17: Mr Mistoffeless – Mr Mistoffelees, Rum Tum Tugger
- 18: Minnet – Grizabella, Jemima
- 19: Resan till Himlarnas Hus – Alla katter
- 20: Att närma sig en katt – Profetikus

## De viktigaste rollfigurerna (alfabetisk ordning)
Noteras bör att det bara är de katter som finns med som namngivna figurer i respektive sång som namnges i musikalen. Men alla katter som finns på scen har egna namn och tittar man noga i "Att döpa en katt" kan man oftast se hur de olika katterna gör en gest när deras namn sjungs då många av de kattnamn som används finns uppräknade där.
- Asparagus/Gus – Teaterkatten Gus. Spelar även Growltiger i Growltigers sista strid.
- Bombalurina – Honkatternas motsvarighet till Rum Tum Tugger och en kattdam som är nyfiken och framåt och vet att ta för sig när chansen bjuds. Har ett svagt hjärta för Tugger och ses ofta som bästis med Demeter.
- Bustopher Jones – En överklasskatt som är inskriven i akademin och som vet var småstadens bästa restauranger och klubbar finns. Är en rundlagd och gladlynt gentlemannakatt i hög hatt.
- Demeter – Är en rädd och nervös katt och många tror att hon har blivit bedragen av Macavity. Tyr sig ofta till Bombalurina och Munkustrap.
- Grizabella – Var som ung en Jellikelkatt men lämnade dem för att bli Glamourkatt och se världen. Ogillas av de andra men accepteras efter att hon har sjungit sin mest kända låt Memory/minnet.
- Griddleborne – En persisk katt som Growltiger (Gus) blir förälskad i, i sången Growltigers sista strid. Spelas nästan alltid av skådespelaren som spelar Jellylorum.
- Growltiger – En teaterfigur som Gus spelade som ung. Förekommer i sången Growltigers sista strid och är nästan alltid en vildsint pirat eller en parodi på en sådan.
- Jellylorum – Tar hand om kattungarna tillsammans med Jennyanydots. Har ett nära förhållande till Gus. Den som spelar Jellylorum spelar vanligtvis även Griddlebone. Har fått sitt namn efter TS Elliots egen katt. Sjunger även om Gus.
- Jemima (Heter ibland Sillabub) – En av kattungarna och vanligtvis den yngsta. Är en fan till Rum Tum Tugger och en av dem som är först att acceptera Grizabella. Är vanligen den som sjunger delar av Memory/minnet ensam och tillsammans med Grizabella. Denna katt är ett specialfall då både Sillabub och Jemima kan vara med men en av dem alltid är ovan nämnda katt. I dessa fall är den andra oftast en av de övriga kattungarna i fangänget runt Tugger.
- Jennyanydots – Den gamla Gumbiekatten. Sitter bara och latar sig hela dagen men när natten kommer ser hon efter möss och kackerlackor och lär dem både rätt diet och att vara goda scouter.
- Macavity – Skurkarnas skurk och en katt få vill möta en svart natt. Är ingen Jellikelkatt men det sägs att han har sitt finger med i varje brott som begås och att "ingen går säker när Macavity snart är här!"
- Mr Mistoffelees – Ofta med tillnamnet magiske Mr Mistoffelees. Är katternas Joe Labero och det finns ingenting som han inte kan, inklusive att trolla tillbaka Profetikus. Är påhittig och en mycket duktig dansare.
- Mungojerrie – Manliga halvan av lurofaxarna Mungojerrie och Rumpleteazer. Tjänar ofta bra och ibland inget, och måste ständigt få byta kulisser och se sig om. Är trofast sin kvinnliga partner och ibland ses de som släktingar eller rentav syskon, ibland mer som "partners in crime".
- Munkustrap – Är Jellikels ledare när inte Profetikus är på plats och är deras största berättarkatt. Ser de flesta och är inte rädd för att ta upp en fight med Macavity när denna visar sig. Beskyddande och rättvis ledargestalt för gruppen. Ses ofta som äldre bror till Rum Tum Tugger och har ofta ett väldigt komplext förhållande till denna katt. Tyr sig gärna till och tar hand om Demeter.
- Profetikus (Old Deuteronomy på engelska) – Är gruppens patriark och en ledare som alla respekterar och ser upp till. Är den som bestämmer vilken av katterna som får den stora äran att återfödas till ett nytt och bättre Jellikelliv.
- Rumpleteazer v Den kvinnliga halvan av lurifaxarna Mungojerrie och Rumpleteazer.
- Rum Tum Tugger – Damernas och tjejtusarens katt. Porträtteras ofta som katternas Elvis Presley. Har många beundrare bland de yngre katterna men är inte rädd för att i en del produktioner förföra en utvald kvinna bland publiken. En av kattungarna skriker sig hes och svimmar av förtjusning när han "ser" henne (varierar vem det är). Förutom sin egen sång sjunger han även om Mr Mistoffelees.
- Skimbleshanks – Järnvägskatten. Det sägs att nattåget inte kan avgå om inte han är med. Ser sig själv som ansvarig för alla passagerares väl och ve och bedömer dem genom att titta på dem.
- Slim Slagsmålskatt (Rumpuscat) – Är med i Det stora slaget och är en superhjältefigur för katterna. I Sverige spelas den oftast av en av honkatterna, utomlands alltid en manlig katt.
- Viktoria – Kallas även den vita katten eftersom hon är helt vit. Är den utvalda katten som dansar solodans i början av Jellikelbalen. Är en av de unga katterna som försöker välkomna Grizabella.

Andra kattnamn som vanligen förekommer:
- Alonzo – Vanligtvis en vit och svart hankatt som ser sig själv som hjälpreda till Munkustrap, kan även vara orange och brun.
- Amadeus – Äldre hankatt som ser upp till Tugger, kan även vara någon av huvudkatternas chorus jag.
- Corikopat – En av de "mystiska tvillingarna" som verkar vara lätt synska och anar vad som händer. Ibland en vig akrobatkatt.
- Elektra – Vanligen en kattunge.
- Etcetera – Kattunge av honkön.
- Exotica – Vanlig i Sverige, ovanlig utomlands. De tre kattungarna ovan refereras även till som E-katterna.
- Ghingis – Ledarkatt för Siameserna i Growltiger.
- Isis – Honkatt som är rätt vanlig i svenska produktioner.
- Tantomille – En av de "mystiska tvillingarna" och partner till Corikopat, är oftast en spegelbild av hans rörelser och poser.
- Tintomara – Honkatt.
- Tumblebrutus – Tonåring av hankön, en vig och akrobatisk katt.
- Quaxo – Oftast Mistofelees eller Macavitys chorus jag.

## Originaluppsättningens kreativa team
Musik av Andrew Lloyd Webber, producerad av Cameron Mackintosh och The Really Useful Company Ltd., musikaliska arrangemang av David Cullen och Andrew Lloyd Webber, musikalisk ledning av Harry Rabinowitz och David Firman, ljuddesign av Abe Jacob, ljusdesign av David Hersey, scenografi och kostym av John Napier, medregissör och koreografi av Gillian Lynne, regi av Trevor Nunn.

## Originalensemblen i London 1981
- Alonzo: Roland Alexander
- Asparagus: Stephen Tate
- Bombalurina: Geraldine Gardner
- Bustopher Jones: Brian Blessed
- Carbucketty: David Baxter
- Cassandra: Seeta Indrani
- Coricopat: Donald Waugh
- Demeter: Sharon Lee-Hill
- George: John Chester
- Grizabella: Elaine Paige
- Jellylorum: Susan Jane Tanner
- Jemima: Sarah Brightman
- Jennyanydots: Myra Sands
- Mungojerrie: John Thornton
- Munkustrap: Jeff Shankley
- Old Deuteronomy: Brian Blessed
- Quaxo/Mr Mistoffelees: Wayne Sleep
- Rumpleteazer: Bonnie Langford
- Rum Tum Tugger: Paul Nicholas
- Skimbleshanks: Ken Wells
- Tantomile: Femi Taylor
- Victoria: Finola Hughes

## Uppsättningar i Sverige

### Den svenska uppsättningen 1987–1988
Andrew Lloyd Webbers Cats hade premiär på Chinateatern 4 september 1987. Det var Hasse Wallman som ägde teatern, och hade tagit in det norska teamet som gjorde Cats i Oslo. Uppsättningen skilde sig avsevärt från originalet. I stället för en soptipp så var det en skräpig vind, makeup-designen var annorlunda medan kläderna mer eller mindre följde originalet. Föreställningen blev en succé bland publik och kritiker. Hela 324 föreställningar gjordes fram till 18 december 1988. Då var det en av de största musikalsuccéerna i Sverige. För regin stod Runar Borge som även koreograferade föreställningen, scenografi av Svein-Lund Roland, Egil Monn-Iversen stod för de musikaliska arrangemangen.
Den svenska översättningen gjordes av Ingela "Pling" Forsman som anpassade texten och namnen på katterna till svenska på ett briljant sätt. Andrew Lloyd Webber själv var inte speciellt förtjust i den svenska uppsättningen. Uppsättningen besökte även Göteborg och Scandinavium våren 1989 (med Krister St. Hill som Profetikus och Emilio Ingrosso som Filurifax). Göteborg hade premiär på sin egen uppsättning 9 september 2006 på GöteborgsOperan.

#### Rollistan i Stockholm 1987–1988
- Adlige Karl (Bustopher Jones): Max Berggren
- Alonzo: Max Berggren
- Bombalurina: Ann Christiné Bengtsson
- Casandra: Ann Lee (ersattes senare av Caroline Wester)
- Demeter: Susanne Bryan
- Djengis: Jari Törrönen
- En busig nattkatt: Ivan Öhlin
- Etcetera: Elisabeth Edgren
- Filurifax (Mr Mistoffolees): Lars Bethke
- Gus: Gunnar Olofsson
- Gycklarjerry (Mungojerrie): Jari Törrönen
- Jellylorum: Maria Rydberg
- Jemima: Catarina Hedh
- Korikopatt: Johan Hellström
- Macavity: Johan Hellström
- Mirabella (Grizabella): Lena Ericsson, Myrra Malmberg
- Morrtiger (Growltiger): Gunnar Olofsson
- Munkustrap: Peter Engelfeldt
- Pekingnesernas ledare: Annika Sjögren Hansson
- Plato: Jan Vesala
- Terriernas ledare: Mikael Schultz
- Pouncival: Mikael Schultz
- Profetikus (Old Deuteronomy) Anders Sohlman
- Pussine (Electra): Marianne Ljunggren
- Ram Tam Trassel (The Rum Tum Tugger): Per Bristow (ersattes senare av Jerry Williams)
- Rumpenstumpen (Rumpleteazer): Katja Kish
- Silkesben (Griddlebone): Maria Rydberg
- Sillabub: Annelie Bäckström
- Skrammelskank (Skimbleshanks): Fredrik Johansson
- Slim Slagsmålskatt (The Rumpus Cat): Johan Hellström
- Tantomile: Martina Langas (ersattes senare av Petra Nielsen)
- Tumblebrutus: John Ljunggren
- Vickiprickitass (Jennyanydots): Annika Sjögren-Hansson
- Victoria: Lena Engman
- Unga Mirabella: Anna Eiding

#### Musikaliska nummer i Stockholm 1987–1988
Engelska originaltitlar inom parentes
AKT 1 (ACT ONE)
- Uvertyr (Overture)
- Prolog: Jellikels har en Jellikelsång (Prologue: Jellicle Songs for Jellicle Cats)
- Att döpa en katt (The Naming of Cats)
- Inbjudan till balen (Invitation to the Jellicle Ball)
- Vickiprickigtass (The Old Gumbie Cat)
- Ram Tam Trassel (The Rum Tum Tugger)
- Mirabella (Grizabella, the Glamour Cat)
- Adlige Karl (Bustopher Jones)
- Gycklarjerry och Rumpenstumpen (Mungo Jerrie and Rumpleteazer)
- Gamle Profetikus (Old Deuteronomy)
- Hundslaget (The Aweful Battle of the Pekes and the Pollices)
- Jellikelbalen (The Jellicle Ball)
- Minnet (Memory)

AKT 2 (ACT TWO)
- Lyckliga ögonblick (The Moments of Happiness)
- Teaterkatten Gus (Gus; the Theatre Cat)
- Morrtigers sista strid (Growltiger’s Last Stand)
- Skrammelskank (Skimbleshanks)
- Macavity
- Filurifax (Magical Mr. Mistoffolees)
- Minnet (Memory)
- Resan till vindarnas loft (The Journey to the Heaviside Layer)
- Att närma sig en katt (The Ad-dressing of Cats)

### Rollistan i Göteborg 2006–2007 (Göteborgsoperan)
- Munkustrap: Niklas Andersson
- Grizabella: Evelyn Jons
- Rum-Tum-Tugger: Patrik Martinsson
- Gus/Growltiger: Per Myrberg
- Profetikus: Hans Josefsson
- Demeter: Lisette Pagler
- Bombalurina: Karolina Krigsman
- Jellylorum/Griddlebone: Nina Norblad
- George/Skimbleshanks: Glenn Daniel Nilsson
- Bustopher Jones: Sten Pernmyr
- Jennyanydots: Marianne Shell
- Bill Bailey/Mungojerrie: Alexander Larsson (us Rum-Tum-Tugger)
- Sillabub/Rumpleteazer: Anna Werner (us Jellylorum)
- Sam/Mr Mistoffelees: Roman Rumyantsev/Franky Lorenzo
- Quazo/Macavity: Oscar Lindén
- Jemima: Elin Bemark
- Victoria: Hanna Linné
- Tantomile: Katja Kortström
- Coricopat: Mattias Andersson
- Pouncival: Timo Lattu
- Admetus: Pierre Hagman (us Munkustrap)
- Garbo: Mari Lindbäck (us Grizabella)
- Ramses: Sven Törnell (us Profetikus/Skimbleshanks)
- Moses: Mikael Simlund (us Gus/Bustopher Jones)
- Etcetera: Lena Näslund (us Demeter)
- Savannah: Linda Holmgren (us Bombalurina)
- Isis: Mio Netzler (us Jennyanydots/Jellylorum)
- Tumblebrutus: Ivan Valencia (us Mungojerrie)
- Exotica: Kitty Chan (us Rumpleteazer/Tantomile)
- Victor: Tim Liljequist (us Mr Mistoffelees)
- Alonso: Magnus Lundgren (us Macavity)
- Plato: Anders Wängdahl (us Quaxo/Alonso)
- Electra: Sara Sandgren (us Victoria)
- Agustus: Edvin Karlsson (us Coricopat/Pouncival)
- Cassandra/Slim: Sofie Bengtsson
- Shakespeare: Göthe Norehäll
- Tintomara: Ingahlill Wagelin

- Regissör: Hans Berndtsson
- Koreograf: Gunilla Ohlsson Karlsson
- Musikansvarig: Björn Dobbelaere
- Scenograf: Mikael Varhelyi
- Kostym: Jaana Fomin
- Ljusdesign: Palle Palmé

### Malmöuppsättning 2007–2008
28 september 2007 hade en ny svensk version av Cats premiär. Denna gång i Malmö. Regi av Niklas Johansson och koreografi av Siân Playsted. Handlingen utspelade sig på en gammal nedlagd teater. Producent för uppsättningen var Julius Malmström. Föreställningen använde Ingela Pling Forsmans svenska översättning och tilldelades tre Guldmasken-priser, bland annat för "Årets bästa musikal".

#### Rollista i Malmö 2007–2008
- Admetus: Carl Johan De Neergard
- Alonzo: Staffan Berg
- Bill Bailey: Mattias Ahlberg
- Bombalurina: Sofia Andersson
- Bustopher Jones: Carl Johan De Neergard
- Demeter: Kristina Hahne
- Electra: Catharina Mohlin Cristianson
- Etcetera: Elin Bemark
- Exotica: Sharon Johnasson
- Garbo: Ellen Malmström
- George: Fredrik Bengtsson
- Griddlebone: Rigmor Grönwall
- Grizabella: Nina Pressing
- Growltiger: Johan Hallsten
- Gus: Stig Grybe
- Jellylorum: Rigmor Grönwall
- Jemima: Vera Eriksson/Hanna Eiman Larsson/Elise Kielos
- Jennyanydots: Beatrice Järås
- Macavity: Mattias Ahlberg
- Mister Mistofolees: Martin Redhe Nord
- Mungojerrie: Joel Brekke
- Munkustrap: Magnus Borén
- Pouncival: Antero Hein/Niclas Andersson/Rasmus Malm/Khristian Zamora/Timmy Bergström/Julia Henriksson
- Profetikus: Johan Hallsten
- Quaxo: Martin Redhe Nord
- Rum Tum Tugger: David Sigfridsson, spelår 2008: Staffan Berg
- Rumpleteaser: Agata Kaczorowska
- Sillabub: Camilla Amy Nordqvist
- Skimbleshanks: Jonas Åhnberg
- Tantomile/Savannah: Emelie Aas/Isabella Londos/Alexandra Eriksen/Henrietta Edlund
- Tumblebrutus: Jonas Åhnberg
- White Kitten (Victoria): Susanne Thorén
- Victor: Markus Lönneborg

### Stockholm 2009
Mellan 3 september och 19 december 2009 spelades Cats på Cirkus, Stockholm.
Den sattes upp av Ringside Event Denna uppsättning var i stort sett samma som Göteborgsuppsättningen 2006 och många av katterna spelades av samma personer. All dekor/scenografi var likadan och även många av kostymerna. Denna uppsättning skilde sig väsentligt från originalet (uppsättningar med samma scenografi och kostymer som originalet kallas för replica-shower). Kostymerna var mangainspirerade och gjorde att de som spelade katterna lyftes fram istället för att man gömde dem bland kostymer och smink. 
Produktionsteam:
- Regi: Hans Berndtsson
- Koreografi: Gunilla Ohlsson Karlsson
- Scenografi: Mikael Varhelyi
- Kostymdesign: Jaana Fomin
- Maskör: Johan Johansson
- Musikarrangemang/dirigent: Björn Dobbelaere
- Ljusdesign: Palle Palmé
- Ljuddesign: Björn Lehnberg
- Svensk översättning: Ingela "Pling" Forsman
- Producent: Göran Appelkvist och Lars Villefrance-Damgaard
- Merchandise-ansvariga: Andreas Damgaard, Christian Sandström, David Tingåker

Rollista:
- Admetus: Pierre Hagman (us. Munkustrap)
- Alonzo: Magnus Lundgren (us. Rum Tum Tugger, Macavity)
- Bombalurina: Karolina Krigsman
- Bustopher Jones: Peter Harryson
- Cassandra/Slim Slagsmålskatt: Sofie Bengtsson
- Coricopat: Mattias Andersson
- Demeter: Lisette Pagler
- Electra: Micaela Sjöstedt (us. Bombalurina)
- Exotica: Kitty Chan (us. Demeter, Victoria, Rumpleteazer)
- Garbo: Lena Granath (us. Jennyanydots)
- Grizabella: Malena Tuvung
- Gus/Growltiger: Per Myrberg
- Jellylorum/Griddlebone: Linda Holmgren (us. Grizabella)
- Jemima: Hanna Brehmer
- Jennyanydots: Ann-Louise Hanson
- Macavity/Quaxo:Oscar Pierro Lindén
- Mr. Mistoffolees/Sam: Roman Rumyantsev
- Mungojerrie/Bill Bailey: Joacim Hedman
- Munkustrap: Niklas Andersson
- Old Deuteronomy (Profetikus): Fred Johanson
- Plato: Ivan Valencia (us. Mungojerry, Bustopher Jones)
- Pouncival: Christian Hunt
- Ramses: Sven Törnell (us. Gus/Growltiger, Profetikus)
- Rum Tum Tugger: Rennie Mirro
- Rumpleteazer/Sillabub: Elin Bemark
- Savannah/Isis: Helena Larsson (us. Jellylorum)
- Shakespear: Johan Karlsson
- Skimbleshanks: Glenn Daniel Nilsson
- Tantomile: Katja Kortström
- Victoria: Sara Sandgren

#### Musikaliska nummer Stockholm 2009
AKT 1
- Ouvertyr
- Jellikels har en Jellikelsång
- Att döpa en katt och
- Inbjudan till Jellikelbalen
- Jennyannydots
- Rum-Tum-Tugger
- Grizabella
- Bystopher Jones
- Mungojerrie och Rumpleteazer
- Gamle Profetikus
- Om det stora slaget
- Jellikels balsång
- Grizabella vår Galakatt

AKT 2
- Lyckliga ögonblick
- Teaterkatten Gus
- Growltigers sista strid
- Skimbleshanks: En järnvägskatt
- Macavity
- Magiske Mister Mistoffeless
- Minnet
- Resan till Himlarnas Hus
- Att närma sig en katt

### Växjö 2013
Hösten 2013 sattes Cats upp i Växjö konserthus med Sonja Gube som regissör. En nyskapande och annorlunda föreställning som visade upp en version av Cats som aldrig skådats tidigare. En historia som koncentrerar sig på karaktärernas förändringar och deras utveckling som står i centrum för hela föreställningen.
Rollista:
- Bombalurina – Hanna Forssell
- Bustopher Jones/Bill Bailey – Gunnar Carlström
- Cassandra – Emma Ericsson
- Coricopat/Victor – Gabriel Carcamo
- Demeter – Andrea Erfors
- Electra – Sussie Bergström
- Etcetera – Li Melander
- Exotica – Amina Schlich
- Garbo – Charlene Pihl
- Grizabella – Alexandra Forssell
- Jellylorum – Emelia Sallhag
- Jemima – Sesselja Olafsdottir
- Macavity – Samir Sadihov
- Magiske Mr Mefistoffelees /Quaxo – Leo Nuñez
- Mungojerrie /Alonzo/Tumblebrutus – Johan Kullberg
- Munkustrap – Ales Psajd
- Piratkatten Growltiger/Admetus – Walfrid Lindsgård
- Profetikus – Björn Elmgren
- Rumpleteazer – Jacob Danielsson
- Rumpus Cat – Jack Johansson
- Rum Tum Tugger – Nils Reinholtz
- Savannah – Lovisa Danielsson
- Shimbleshanks/Plato – Hani Arrabi
- Sillabub – Frida Roth Sandberg
- Tantomile – Karolina Kowalska
- Teaterkatten Gus – Eric Jonsson
- Vickiprickitass/Honor – Susanne Petersson
- Victoria – Ingrid Andrén

Orkester:
- Kapellmästare/klaviatur – Göran Åhlfeldt
- Flöjt/tenorsax – Johan Fuerst
- Klarinett/barytonsax – Roland Hybelius
- Trumpet – Jocke Wickström
- Trombon – Fredrik Wiklund
- Elbas – Jörgen Malm
- Gitarr – Jon Stavert
- Slagverk – Håkan Fritzson

Stab:
- Regi & koreografi – Sonja Gube
- Kostym och peruk – Per Enarsson
- Smink – Frida Johansson
- Scenografi – Per Reinholtz
- Koreografiassistent – Ingrid Andrén
- Regiassistent & koordinator – Johan Kullberg
- Sångcoach – Lovisa Danielsson
- Producent – Leif Sandberg